# 重慶軌道交通直快列車
重慶軌道交通直快列車は、重慶軌道交通の特殊運行パターンの一つです。この列車は唐家沱駅を出発し、4号線、環状線、5号線を経由して跳磴駅まで運行します。公式発表によれば、通常の各駅停車や乗り換えルートと比較して、約33分の時間短縮が図られています。

## 歴史
2012年、重慶市軌道交通研究院と重慶市軌道交通集団は、2つのドイツ人コンサルティング企業と共同でベルリンSバーンの運営模式を研究し、重慶市郊鉄道璧銅線を試験路線として、璧銅線と1号線を直通運転するデュアルシステム車両（交流/直流対応）の導入を計画しました。璧銅線は最終的に27号線への貫通運転に変更されましたが、当時の研究理念は江跳線の実現可能性調査に応用されました。
旅行時間短減のため、2015年には重慶市軌道交通設計研究院が5号線で快速・区間快速・普通の3種別運転を設計し、シミュレーションの結果、快速は各駅停車に比べ14分、区間快速は8分の時間短縮が可能と算定。これにより快速運転が「長距離旅客の需要を満たせる」と結論付けました。
重慶軌道交通第二期建設計画の段階で、すでに相互直通運転を考慮したネットワーク設計が採用されました。新規路線は統一してAs型車両・架空線集電方式を導入し、同一の無線列車制御システムを搭載。さらに急行運転の条件を予め確保するため、3～5駅ごとに1か所の故障車両待避線を設置し、これを四線式駅に配置。駅前後の両渡り線と組み合わせることで、故障発生時の区間運行を可能にするとともに、将来の快速運転にも対応できる構造としました。第二期計画の5路線（4・5・環・9・10号線）には計12の該当駅が設置され、うち南橋寺駅と黒石子駅は快速列車が普通列車を追い越すための待避駅に指定されています。
2016年末、「相互接続型CBTC」プロジェクトに関わる4社の信号サプライヤーは、各種機器が模擬された異なる運営シナリオに適応できるかを検証するため、室内テストを実施しました。これを基に、地下鉄グループはオフラインでの調整作業を開始しました。2017年8月、地下鉄グループは信号メーカーと連携し、5号線で現地調整作業を展開しました。12月には、第三者の安全認証機関が4号線、5号線、10号線、環状線の4路線の車両が5号線で多両调试（多数車両によるテスト）を実施することを承認し、その後、相互接続共線调试（共通線区での調整作業）が始まりました。2018年2月までに、4種類の車両が5号線で相次いで単車调试（単独車両テスト）と多車调试を完了し、その後、専門家チームは共線試運転の条件が整ったと一致して認めました。全てのテスト完了後、2019年11月に4号線と環状線の相互接続跨線試運転（路線を跨ぐ試運転）が開始され、2020年1月に完了し、全局调度システム（全体運行管理システム）も同時に運用が開始されました。
2020年9月18日、直快列車の試営業運転が正式に開始され、当初は9時30分から17時00分までの間で運行され、唐家沱～重慶図書館間を結んでいました。「4号線-環状線」の跨線運転（他路線乗り入れ）開始後、この2路線では1日あたり52本の跨線列車が新たに設定されました。
2021年12月26日、重慶軌道交通は公式微博で、環状線・4号線・5号線の3路線相互直通運転が2021年12月28日6時44分より開始されると発表しました。現在、直通快速列車の始発は唐家沱駅6時44分、跳磴駅6時46分、最終は唐家沱駅19時49分、跳磴駅19時16分で、運行間隔は約30分間隔となっています。

## 停車駅一覧
| 駅番号       | 駅名             | 駅名             | 駅名                                 | 駅間キロ | 累計キロ | 接続路線                                  | 所在地   |
| 駅番号       | 日本語           | 簡体字中国語     | 英語                                 | 駅間キロ | 累計キロ | 接続路線                                  | 所在地   |
| ------------ | ---------------- | ---------------- | ------------------------------------ | -------- | -------- | ----------------------------------------- | -------- |
| 5/32         | 跳磴駅           | 跳磴站           | Tiaodeng                             | -        | 0.0      | ■ 18号線・■ 江跳線                        | 大渡口区 |
| 5/31         | 華岩中心駅       | 华岩中心站       | Huayan Center                        | 2.4      | 2.4      |                                           | 九竜坡区 |
| 5/31         | 金建路駅         | 金建路站         | Jinjialu                             | 1.5      | 3.9      |                                           | 九竜坡区 |
| 5/25         | 重慶西駅         | 重庆西站         | Chongqing West Station               | 7.3      | 11.2     | ■ 環状線・■ 5号線                         | 沙坪垻区 |
| 環/02        | 上橋駅           | 上桥站           | Shangqiao                            | 2.0      | 13.2     |                                           | 沙坪垻区 |
| 環/04        | 重慶図書館駅     | 重庆图书馆站     | Chongqing Library                    | 2.3      | 15.5     |                                           | 沙坪垻区 |
| 環/06        | 沙坪垻駅         | 沙坪坝站         | Shapingba                            | 2.7      | 18.2     | ■ 1号線・■ 9号線                          | 沙坪垻区 |
| 環/11        | 冉家垻駅         | 冉家坝站         | Ranjiaba                             | 8.4      | 26.6     | ■ 5号線・■ 6号線                          | 渝北区   |
| 4/01 (環/14) | 民安大道駅       | 民安大道站       | Min'an Ave.                          | 3.5      | 30.1     | ■ 環状線・■ 4号線                         | 渝北区   |
| 4/02         | 重慶北站北広場駅 | 重庆北站北广场站 | Chongqing North Station North Square | 2.3      | 32.4     | 重慶軌道交通：■ 10号線 中国国鉄：重慶北駅 | 渝北区   |
| 4/03         | 頭塘駅           | 头塘站           | Toutang                              | 2.4      | 34.8     | ■ 9号線                                   | 江北区   |
| 4/09         | 唐家沱駅         | 唐家沱站         | Tangjiatuo                           | 10.8     | 45.6     |                                           | 江北区   |